# Ferdinand Wagner (Maler, 1819)

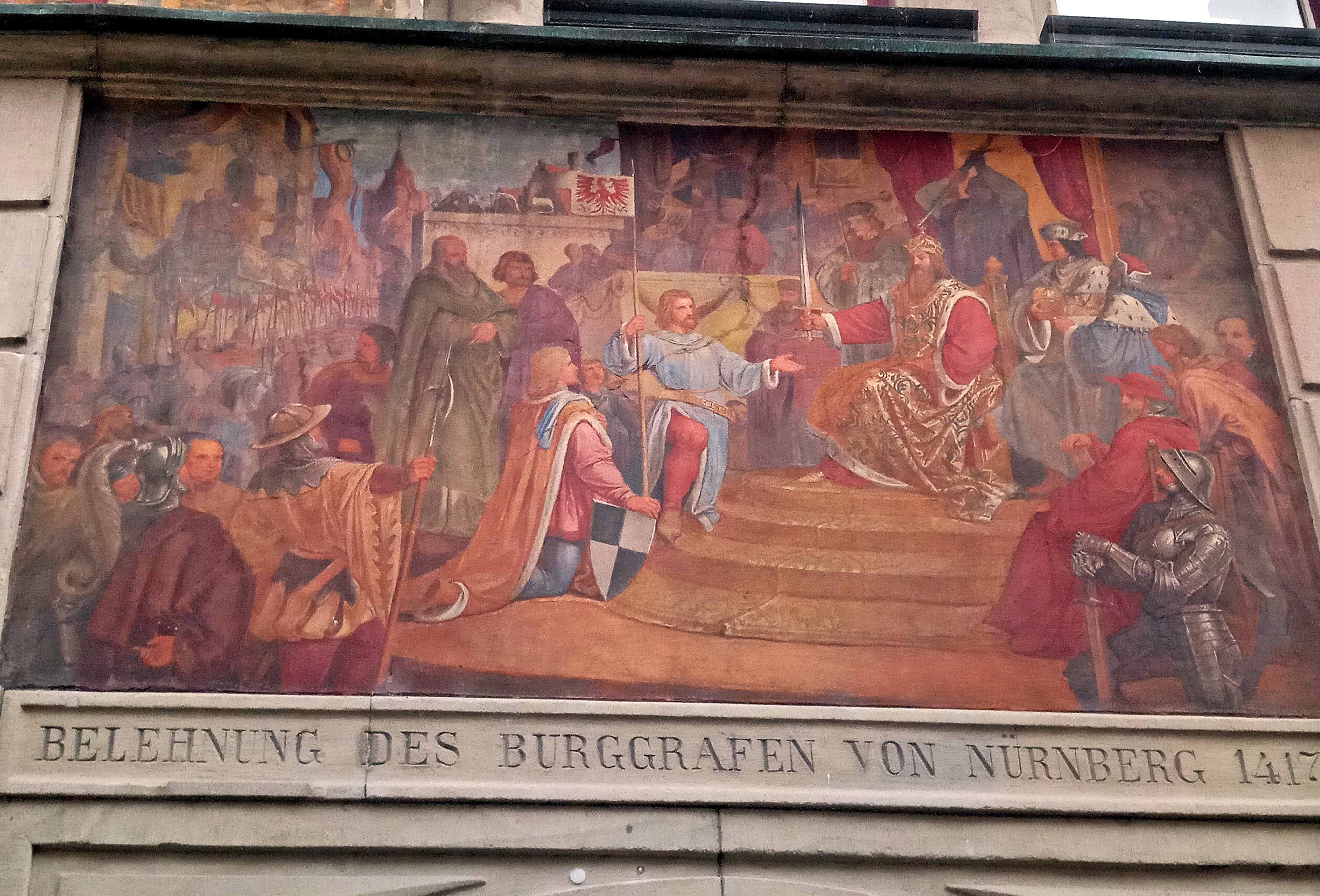
Konstanz, Rathaus, Belehnung Friedrich VI. von Hohenzollern, mit der Kurmark, Fassadenmalerei (1864) von Ferdinand Wagner

Ferdinand Wagner (* 16. August 1819 in Schwabmünchen; † 13. Juni 1881 in Augsburg) war ein deutscher Maler der Kunstrichtung der Nazarener.

## Leben

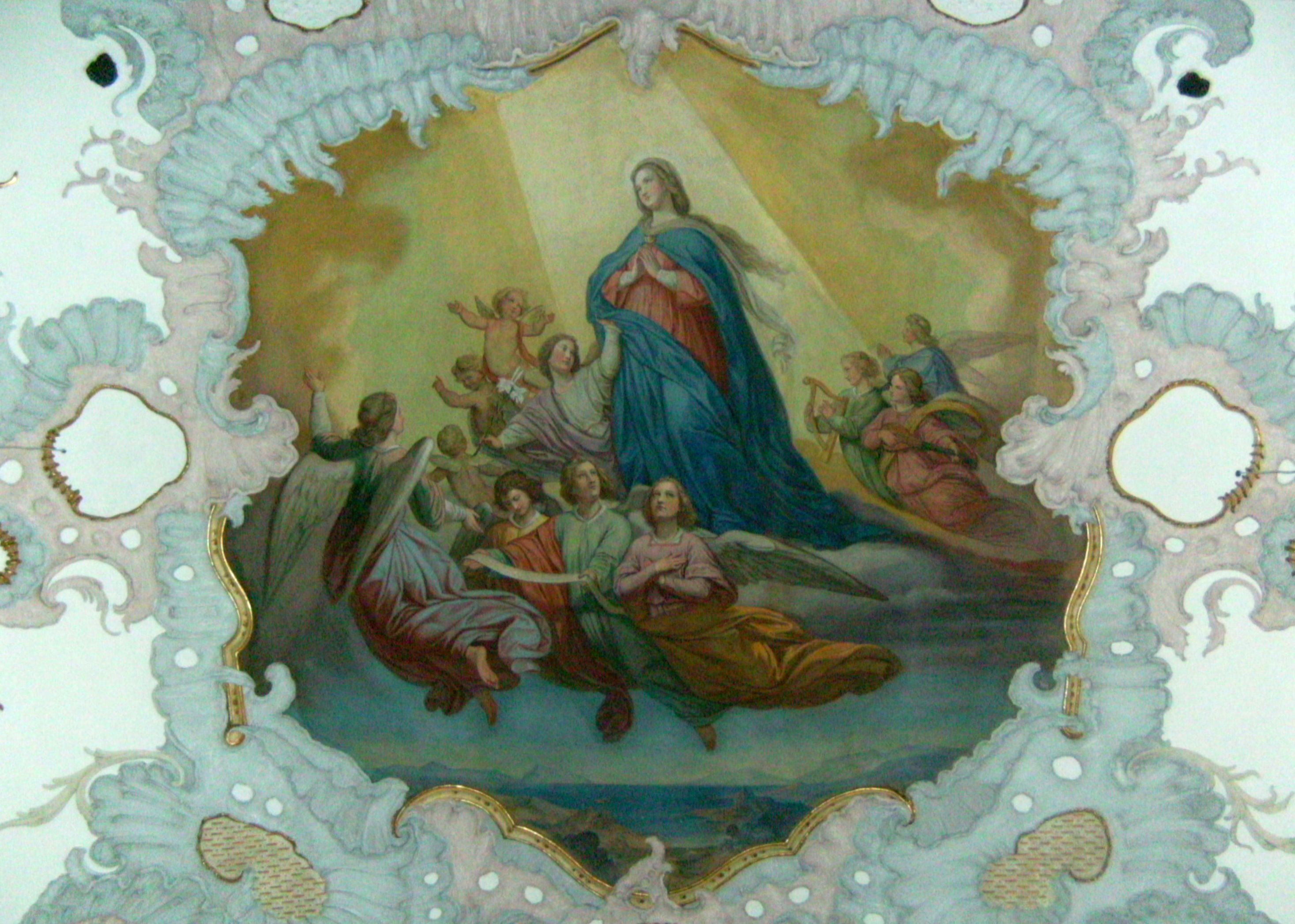
Maria Himmelfahrt – St. Martin in Heimertingen

Seine Mutter war die Näherin Maria Anna Wagner, geb. Schorer und sein Vater der Kürschnermeister Ludwig Wagner aus Schwabmünchen. Das Geburtshaus Fuggerstraße 20 steht heute unter Denkmalschutz.
In den Jahren 1832/33 absolvierte Ferdinand eine Kürschnerlehre im väterlichen Betrieb. 1834 erhielt er eine Ausbildung zum Kunstmaler an der Kunstakademie in München. Seine  Lehrer an der Akademie waren Peter von Cornelius und dessen Gehilfe Joseph Schlotthauer. 1845 fertigte er das Porträt der Imhof-Kinder an. 1853 heiratete er Kreszenz Heindl, die Tochter eines Dillinger Schulinspektors. Die Eheleute wohnten in Schwabmünchen.
1855 malte Wagner Das göttliche Weltgericht in der Kirche St. Michael in Schwabmünchen. Seine Auftragsarbeiten erstreckten sich von kleineren kirchlichen Neuaufträgen, wie dem Malen von mehreren Apostelfiguren in St. Meinrad in Jedesheim, bis zur Erneuerung der Fassadenmalerei der Fuggerhäuser in Augsburg. 1863 erhielt die Familie nach mehreren gestellten Anträgen vom Magistrat der Stadt Augsburg die Erlaubnis, in die Stadt Augsburg zu ziehen. 1864 bemalte Ferdinand Wagner die Straßenfassade des Konstanzer Rathauses, darunter befinden sich mehrere großformatige Historienbilder mit Szenen und Personen aus der Stadtgeschichte. Aus dem Jahr 1865 datiert ein Selbstbildnis. 1866 malte er die Fresken in St. Martin in Heimertingen, 1880 die Seitenaltäre in der Kirche Mariä Himmelfahrt in Markt Wald im heutigen Landkreis Unterallgäu.
Am 13. Juni 1881 verstarb Ferdinand Wagner in der Annastr. 36a in Augsburg. Er wurde auf dem Hermanfriedhof begraben.

## Werke
Museum und Galerie der Stadt Schwabmünchen haben einen Sammlungsschwerpunkt auf dem Werk des in dieser Stadt geborenen Malers.
- 1842: Gemälde Jesus am Ölberg im Pfarrhaus in Markt Wald
- 1843: Gemälde Heiliger Sebastian und Maria Himmelfahrt in Mariä Himmelfahrt in Markt Wald
- 1854: Deckengemälde Heiliger Georg in Hafenreut (das Hochaltarblatt aus dem gleichen Jahr, eine Kreuzigungsgruppe, ist nicht mehr aufgestellt)
- 1864: Rathausfassade in Konstanz
- 1866: Erneuerung der Fresken in St. Gallus in Steppach bei Augsburg
- 1870: Kreuzweg in St. Stephan in Denklingen
- 1872: Altarbild in St. Magnus in Mittelstetten (Schwabmünchen)
- Kirche in Stockach
- St. Martin in Waldstetten im Landkreis Günzburg
- St. Stephan in Behlingen im Landkreis Günzburg
- Fresken in St. Jakob in Friedberg